# Agostino De Romanis
Agostino De Romanis (Velletri, 14 giugno 1947 – Velletri, 13 marzo 2025) è stato un pittore italiano.

## Produzione artistica
È tra i principali esponenti della pittura colta, movimento fondato da Italo Mussa nel 1980. Vi viene infatti inserito con la pubblicazione del catalogo Pittura e Poesia (Ed. De Luca, Roma 1986).
Le sue opere sono collocate in permanenza in alcuni musei internazionali tra cui il Gedung Arsip National di Giacarta, il Museo Rudana di Bali e San Salvatore in Lauro di Roma. 

### Anni '70
Scenografo e pittore, negli anni '70 inizia la sua attività di professore di arte e la realizzazione di una serie di dipinti che il critico Marcello Venturoli includerà nella corrente della Nuova figurazione. Nel 1976 illustra in venti dipinti la Gerusalemme liberata di Torquato Tasso.

### Anni '80

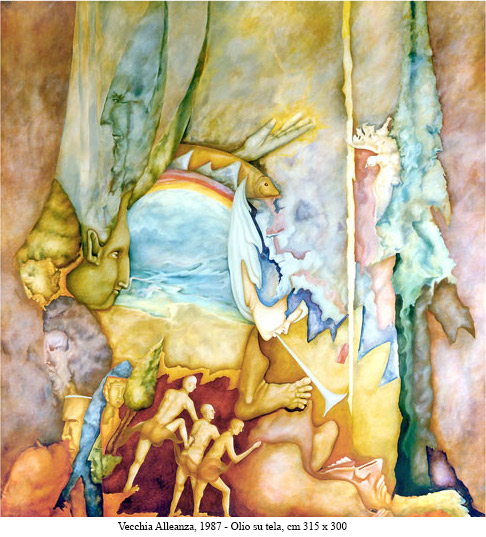
Vecchia Alleanza, 1987 - Olio su tela, cm. 315 x 300

Nel 1980 Sandra Giannattasio presenta a Roma la prima monografia sull'autore. Nel 1985 Italo Mussa lo inserisce nel gruppo della pittura colta. Nel 1987 De Romanis porta a termine due dipinti per l'abside della chiesa di San Giuseppe artigiano in Roma intitolati Vecchia e Nuova Alleanza; dal 1988 al 1991 dipinge la serie delle Fabulae, come le definisce Domenico Guzzi.

### Anni '90
Completata la serie di Acqua Aria Terra e Fuoco nel 1993, la espone nella Cattedrale di St Mary di Sydney (catalogo Electa - Milano).
Nel 1995 espone e pubblica la serie di Carceri e vie di fuga (Ed. Electa - Milano).

### Dal 2000 ad oggi

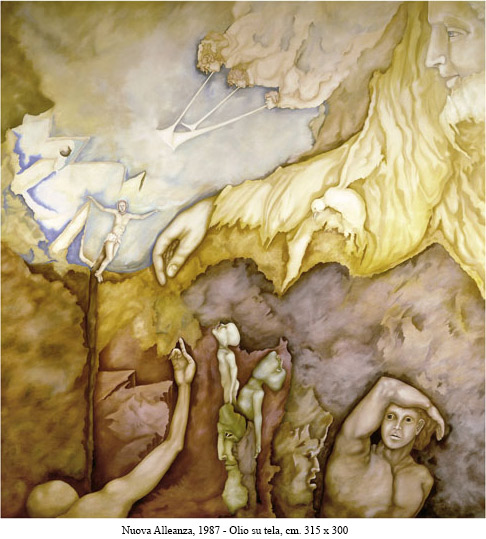
Nuova Alleanza, 1987 - Olio su tela, cm 315 x 300

Nel 2000 espone il ciclo pittorico Il grande cammino in 22 dipinti, in onore di S.S. Giovanni Paolo II (Abbazia di Casamari – Museo diocesano di Velletri).
Nel 2001 espone negli Stati Uniti nella galleria I Many di San Francisco e Napa Valley.
Completa intanto la serie dei dipinti ispirati all'Indonesia, paese per cui il pittore dimostra uno spiccato interesse dal 1978, quando vi effettuò il primo di numerosi viaggi.
Nel 2003 i Musei di S. Salvatore in Lauro di Roma ospitano la serie Riscoprire l'Indonesia - Miti e Leggende (Il Cigno G.G. Edizioni, con saggi critici di Vittorio Sgarbi e Italo Moscati).
Nel 2004 i musei di Giacarta e Bali espongono i nuovi dipinti della serie Rediscovering Indonesia pubblicati da L'Erma Di Bretschneider di Roma. Vittorio Sgarbi definisce Agostino De Romanis "pittore dell'Animismo":
Nel 2006 espone Antichi e Nuovi Amori a Poltu Quatu in Sardegna.
(Vittorio Sgarbi, 2003)
Nel 2007 Il Pittore è chiamato ad esporre le sue Opere nella Rassegna artistica " Un mare di arte"- "Mediterraneo specchio del cielo"  che si svolge in tre sedi: Palermo (Palazzo S. Elia) - Civitavecchia (Forte Michelangelo)- Frosinone (Villa Comunale).
Nel 2009 nell'isola di Sant'Antioco espone nell'ambito del Concorso d'Arte contemporanea che ivi si svolge: "Arciere".
Nel 2009-2010 le Opere del Pittore sono esposte nell'importante Rassegna riepilogativa della civiltà romana: "3000anni di storia, tradizioni e cultura" Roma.
Nel 2010 avviene un altro rilevante riconoscimento, da parte del Ministero Affari Esteri, che raccoglie Dipinti di De Romanis nella Collezione Farnesina a Roma.
Nel 2011 è invitato alla 54ª Esposizione Internazionale d'Arte Biennale di Venezia - Regioni d'Italia a cura di Vittorio Sgarbi.
Nel 2012 espone la serie delle opere Il pensiero dipinto- La forza mistica del mondo orientale nel Complesso di Vicolo Valdina - Camera dei deputati, a cura di Vittorio Sgarbi.
Nel mese di settembre del 2012, una parte significativa della vita e dell'opera di Agostino De Romanis è rappresentata in un DVD dal titolo "L'Indonesia liberata", con la regia di Simone De Rossi.
Nell'ottobre del 2012, i Dipinti della nuova grande Opera "All'origine delle cose" sono esposti nel "Centro Elsa Morante" di Roma, presentato dall'Arch. Roberto Luciani in un catalogo. Nel 2013 il Ministero dei Beni e le Attività culturali Direzione Generale per il paesaggio, le belle arti. L'architettura e l'arte contemporanea, raccoglie 5 dipinti della serie "All'origine delle cose" in esposizione permanente. Nel 2015 Palombi editore pubblica e distribuisce la Biografia " De Romanis pictor " di Antonio Venditti con presentazione di Roberto Luciani. Nel 2016 è invitato ad esporre 33 opere nella Chiesa di Santa Maria dell'Orto in Roma " De Romanis a Santa Maria dell'Orto " Mostra ideata e curata da Roberto Luciani. Catalogo pubblicato dalla Casa Editrice "Dei Merangoli - Roma.Nel 2019 è invitato ad esporre nel Museo Civico Archeologico di Anzio, una serie di dipinti per un progetto di dialogo tra Archeologia e Arte modederna e contemporanea. Tale sinergia, è stata definita " Dialogo tra Arte-Fatto Antico e Artefatto Contemporaneo " in ambiente Archeologico. Mostra ideata e curata da Roberto Luciani, catalogo pubblicato dalla Casa Editrice "Accademia Nazionale d'Arte antica e moderna".
Il 9 febbraio 2021, nel Complesso Monumentale di San Salvatore in Lauro in Roma, viene inaugurata la mostra antologica De Romanis. L'arte incontra i sogni, curata da Roberto Luciani (catalogo Il Cigno). L'evento ripercorre tutta la carriera, dagli inizi all'ultima produzione. Introduzione di Dimitri Ozerkov, Direttore del Dipartimento di Arte Contemporanea dell'Ermitage a San Pietroburgo. Decidendo di acquisire l'opera "La rosa si colora di blu" 2021 cm. 40 x 58, ed inserendola nel Padiglione di Arte Moderna e Contemporanea.
Nel 2023 dipinge il quadro "Il Manto di Maria della Luce" esposto nella chiesa Santa Maria dei Miracoli in piazza del Popolo a Roma ricevendo, una lettera di ringraziamento dal rettore Padre Ercole Ceriani. Il 25 maggio 2024 Su invito del Presidente del Vittoriale degli Italiani a Riviera Gardone Giordano Bruno Guerri , viene inaugurata la Mostra: Agostino De Romanis "nella natura la luce dell'anima", fino al 25 giugno.